# الأمور بمقاصدها
الأمور بمقاصدها أحد أهم قواعد الفقه الأساسية، والأمور بمعنى: الأحكام الشرعية العملية المتعلقة بالمكلف، وتشمل: العبادات والمعاملات، ومعنى هذه القاعدة: أن الأحكام الشرعية تتعلق بمقاصدها، من حيث الصحة والبطلان، أو النفوذ والاعتداد، فلا تصح العبادة إلا بالنية، ولا يؤخذ في كثير من الأحكام التكليفية بما يصدر عن النائم والناسي من الخطأ؛ لعدم القصد، إلا إذا كان الحكم من قبيل خطاب الوضع.
الأصل في هذه القاعدة حديث النية وهو: «إنما الأعمال بالنيات»، كما أن الكلام في اصطلاح علماء اللغة هو: الألفاظ الموضوعة التي يقصد منها معنى. ولا عبرة شرعا بكلام النائم؛ لعدم القصد.

## الأمور بمقاصدها
الأمور بمقاصدها إحدى أهم قواعد الفقه الأساسية، والأمور بمعنى: ما يشمل الأحكام الشرعية، وما يصدر عن المكلف، والمقاصد جمع مقصد وهو في اللغة لعدة معان منها: ما يراد من الشيء، وفي علم أصول الفقه يراد بها مايشمل: مقاصد الشارع بمعنى: أن الله تعالى وضع الشرع لعباده رعاية لمصالحهم، ورفع المشقة وغيرها، ومقاصد المكلف. وقاعدة «الأمور بمقاصدها» باعتبارها قاعدة فقهية هي: حكم كلي تدخل فيه جزئياته، بمعنى: أن الأحكام الشرعية مرتبطة بقصد المكلف، وأن الأحكام تبنى على مقاصدها، وتقوم هذه القاعدة على أدلة شرعية عامة تؤخذ منها.
وتفيد هذه القاعدة: أن الأعمال مرتبطة بمقاصدها، وأن النية معيار لصحة الأعمال، ولا تصح العبادة إلا بها، والمكلف مأمور بإخلاص العمل لله وحده، وترك الرياء، وأن يكون عمله وفق ما أراد الله تعالى منه.
وتدخل في هذه القاعدة أبواب كثيرة من فروع الفقه ذكر الشافعي أنها تشمل سبعين بابا، وهي تركز على أحكام النية، والقصد لا بمعنى النية، بل بمعنى: المقرون بما يصدر عن الشخص، من حيث كونه عمدا أو خطأ، ومن حيث ترتب الأحكام مثل: النفوذ والاعتداد، والأخذ بظاهر الأمر، وتتفرع من هذه القاعدة قواعد من أبواب الفقه، وأحكام ومسائل تدخل فيها.

## علاقة الحكم بقصد المكلف
يتعلق الحكم الشرعي بقصد المكلف، وهو إما أن يكون من قبيل التعبد، أو التعاملات الأخرى، فالحكم في العبادات كونها لا تكون صحيحة إلا بالنية، ومحل النية القلب، أي: أنه لا يطلع عليها إلا الله وحده، ومن ثم لا يمكن لأي مخلوق أن يحكم على العبادة بأنها مقبولة أو غير مقبوله. والقصد في التعاملات يكون الحكم فيه بظاهر الأمر؛ لأن الحكم في غير العبادات يكون بمعنى: الإجراء الدنيوي، فمن تلفظ بكناية الطلاق، وقال: لم أنو به طلاقا؛ فلا يحكم القاضي بنفوذ الطلاق، عملا بما في ظاهر الأمر، وعلى افتراض أن هذا الشخص كذب وأخفى الحقيقة، التي هي خلاف الظاهر؛ فلا يحكم عليه إلا بما ظهر، وحسابه على الله.

## الحكم بظاهر الأمر
الحكم بظاهر الأمر من القواعد الشرعية التي تبنى عليها الكثير من الأحكام، ومفادها: أن ما يحكم به في الدنيا إجراء دنيوي بظاهر الأشياء وحقائقها، وعدم الحكم بمجرد الشك، ومن أمثلة ذلك: البينة على المدعي واليمين على المنكر، وقد كان رسول الله صلى الله عليه وسلم يقبل من الناس ظواهرهم ويوكل نواياهم إلى الله تعالى.

## المقاصد
المقاصد لغة بمعنى: ما يراد من الشيء، وفي علم أصول الفقه نوعان: مقاصد الشارع، ومقاصد المكلف.

## مقاصد الشارع
مقاصد الشارع بمعنى: أن الله تعالى وضع الشرع لعباده، متضمنا أحكاما كلية تستفاد منه، منها: أن الله تعالى أراد من وضع الشرع لعباده رعاية مصالحهم، ورفع المشقة عنهم، قال تعالى: ﴿ماجعل عليكم في الدين من حرج﴾، وقال تعالى: ﴿يريد الله بكم اليسر ولا يريد بكم العسر﴾.
ومقاصد المكلف باعتبار: أن الأحكام الشرعية مرتبطة بقصد المكلف.

### مقاصد المكلف
القصد بالنسبة للمكلف أي: ما يقصده المكلف، في عباداته ومعاملاته، فالتكليف معناه: تعلق الأحكام الشرعية بالمكلف، بمعنى: أن الله تعالى هو الذي شرع الأحكام، ليفعل المكلف ما يراد منه، ومنها: القصد المتعلق بفعل المكلف.
فالشارع للأحكام هو الله تعالى، ولابد أن يكون فعل المكلف موافقا لمراد الله تعالى، وتبعا لما جاء به الرسول من عند الله تعالى.

## القصد المتعلق بالعبادات
القصد في العبادات بمعنى: النية فلاتصح العبادة إلا بها؛ لأن المكلف بعبادة الله تعالى ملزم بأن يجعل عبادته خالصة لله، قال تعالى: ﴿وَمَا أُمِرُوا إِلَّا لِيَعْبُدُوا اللَّهَ مُخْلِصِينَ لَهُ الدِّينَ حُنَفَاءَ وَيُقِيمُوا الصَّلَاةَ وَيُؤْتُوا الزَّكَاةَ وَذَلِكَ دِينُ الْقَيِّمَةِ ۝٥﴾ [البينة:5]. ويدل عليه حديث: «إنما الأعمال بالنيات».
وتبنى عليه قاعدة فقهية متعلقة بالعبادات هي: كل عبادة لا تصح إلا بالنية، وتدخل ضمن هذه القاعدة مسائل وأحكام العبادات.

### النية في العبادات
النية هي: «قصد الشيء مقترنا بفعله» وهي لازمة في العبادات فلا تصح إلا بها، ووقتها: أول العبادة. وتكون في أبواب العبادات مثل:
- الطهارة منها:
  - في الوضوء النية لازمة فلا يصح إلا بها، ووقتها عند غسل أول جزء من الوجه.
  - في الغسل عند غسل أول جزء من البدن.
- الصلاة النية عند تكبيرة الإحرام.

### النية في الزكاة
الزكاة من حيث هي نوع من العبادات، فلا تصح إلا بالنية، أما التصرفات المالية؛ فالأصل أن الحكم فيها بالظاهر، لكن قد تؤثر النية في بعض الصور، فمن امتلك مالا وهو يتاجر به؛ فهو مال تجارة عملا بالظاهر، لكن إذا اقتنى مالا ولم يتاجر به؛ فإن كان مما تجب فيه الزكاة ولم ينو به التجارة؛ تعلقت الزكاة بالمال، وإن كان مما لا تجب فيه الزكاة؛ فإن نوى به التجارة؛ فهو مال تجارة، أو القنية فقط؛ فلازكاة فيه.

#### نية القنية
إذا نوى بالمال الذي يملكه الاحتفاظ به فقط، دون أن يتاجر به؛ فقد يكون الاقتناء حراما، مثل: أواني الذهب والفضة، التي يتخذها الشخص ويحتفظ بها، ولا يستعملها؛ لأن استعمالها حرام، وما حرم استعماله حرم اقتناؤه.

## القصد المتعلق بالمعاملات
القصد المتعلق بالمعاملات مثل: البيع والنذر واليمين وغير ذلك. وغالبا ما يكون القصد في المعاملات بمعنى: إجراء الفعل، وقد يحتاج إلى نية في بعض الأحكام. ويدخل ضمن هذا قواعد من أبواب فقه المعاملات منها:
- أن اللفظ الصريح لا يفتقر إلى نية، بل يعتبر فيه القصد بمعنى: إجراء اللفظ، وتفتقر الكناية إلى نية، مثل: لفظ الطلاق الصريح فلو تلفظ به الزوج؛ وقع الطلاق سواء نوى به الطلاق أو لم ينو، فهو لا يحتاج إلى نية، بل يكفي استعمال كلمة الطلاق وإجرائها على لسانه ولو مازحا أي: على سبيل الهزل، من غير أن يريد حقيقة إيقاع الطلاق، بمعنى: أنه قصد استعمال لفظ الطلاق وإجراءه على وجه الممازحة، فالقصد بهذا المعنى شرط لوقوع الطلاق، أما نية الطلاق؛ فليست شرطا لوقوعه بلفظ صريح. وإذا لم ينو بالصريح ولم يقصد الإجراء؛ فلا يقع، فمثلا: إذا قالت له زوجته: ما ذا قال فلان عندما طلق؟ فأجابها بقوله: طلبت منه الطلاق ثم قال لها: أنت طالق، وهو يقصد إخبارها، فالتلفظ على وجه نقل الخبر وحكايته، ومثل هذا لو كان مدرسا وهو يشرح لها ألفاظ الطلاق؛ فهو بقصد البيان، ولا يقع الطلاق، وأما لفظ كناية الطلاق؛ فلا يقع به إلا بالنية.
- أن الفعل العمد لا يحتاج إلى نية، بل يكفي إجراء الفعل، مثل: توجيه آلة القتل صوب شخص، فإذا أصابه بها وهي مما يقتل غالبا فمات؛ فهو قتل عمد، لقصد إجراء الفعل، فإذا أشهر السلاح على جهة المزح مثلا؛ فهو قتل عمد أيضا لوجود القصد، ولا عبرة بالنية أي: كونه لم ينو القتل، بل نوى المزح؛ لأن الأحكام تؤخذ بالظاهر، والعبرة بما في نفس الأمر لا بما في نفس المكلف.

## قواعد فرعية
- لا تصح العبادة إلا بالنية.
- نية المؤمن خير من عمله، ويدل عليها قوله صلى الله عليه وسلم : «نية المؤمن خير من عمله»: ومما يؤخذ من هذا: أن المؤمن يخلد في الجنة وإن أطاع الله مدة حياته فقط؛ لأن نيته أنه لو بقي أبد الآباد لاستمر على الإيمان، فجوزي على ذلك بالخلود في الجنة، كما أن الكافر يخلد في النار وإن لم يعص الله إلا مدة حياته فقط؛ لأن نيته الكفر ما عاش.
- لا قصد إلا لمكلف، فالنائم مثلا لا عبرة بقوله؛ لوجود أحد سوالب التكليف.
- العبرة في العبادات بما في ظن المكلف، فلو صرف الزكاة إلى من ظنه مستحقا، ثم تبين خلافه؛ أجزأه ذلك.
- العبرة في المعاملات بما في ظاهر الأمر لا بما في ظن المكلف، فلو اشترى ممن ظنه مالك المبيع، ثم تبين خلافه؛ فالبيع باطل.

## الوسائل والمقاصد
ومما يدخل ضمن ذلك:
1. قاعدة: يغتفر في الوسائل ما لا يغتفر في المقاصد.
2. قاعدة: الوسائل بالمقاصد.

### الوسائل بالمقاصد
أي: أن المقاصد تؤثر في حكم الوسائل، والمقاصد قد تكون بمعنى الغايات، أو بمعنى ما يراد من الشيء.
- المقاصد بمعنى الغايات، ويكون للوسائل حكم مقصود الحكم لا قصد المكلف، مثل: الأمر بغض البصر؛ لأنه وسيلة للحرام، ومن فروع هذه القاعدة مثل: ما لا يتم الواجب إلا به؛ فهو واجب، وغير ذلك، وكل هذا لا يحكم به جزافا بل وفق أدلة شرعية يستند عليها الحكم.
- المقاصد بمعنى: ما يريده المكلف، وينوي به، وبموجب هذا القصد يبنى الحكم في الوسائل، فمثلا: السكين وسيلة للقتل، والقتل حرام، والقصد بمعنى نية القتل: هو الذي يحكم بموجبه على استخدام هذه الوسيلة، فلو اشترى السكين بنية استخدامها للقتل؛ فهو حرام وما أدى إلى حرام فهو حرام، لكن من غير المعقول أن يكون شراء السكين حراما، إذا لم يعلم ما ذا قصد؟ فالنوايا لا يعلمها إلا الله، فالوسائل لا تعطى حكم المقاصد ما دامت المقاصد مجهولة أو غير معلومة.